# Kebede Balcha
Kebede Balcha (ur. 7 września 1951, zm. 10 lipca 2018 w Toronto) – etiopski lekkoatleta – długodystansowiec, maratończyk, zdobywca srebrnego medalu na mistrzostwach świata w Helsinkach.

## Osiągnięcia
- 4 medale mistrzostw Afryki w biegu maratońskim:
  - Dakar 1979 – złoto
  - Kair 1985 – srebro
  - Annaba 1988 – brąz
  - Lagos 1989 – srebro
- złoty medal w drużynie podczas mistrzostw świata w przełajach (Madryt 1981)
- srebro mistrzostw świata (maraton, Helsinki 1983)
- brąz igrzysk afrykańskich (maraton, Nairobi 1987)

W 1980 reprezentował Etiopię podczas igrzysk olimpijskich w Moskwie, gdzie jednak nie ukończył maratonu.

## Rekordy życiowe
- bieg maratoński – 2:10:03 (1983)